# Europan
Az Europan egy nemzetközi építészeti, városépítészeti és urbanisztikai tervpályázat fiatal - 40 év alatti - európai építészek, városépítészek, tájtervezők számára.

## Az Europan története és koncepciója
A francia kormány 1971-ben alapította meg a PAN (Programme d'Architecture Nouvelle) pályázati rendszert építészeti-városrendezési tervek beszerzésére kiemelt, főként lakásépítési feladatok magas színvonalú megvalósításának elősegítésére. Az európai integrációs folyamatokkal párhuzamosan 1988-ban a francia kezdeményezés európai szintre emelkedett. Az abban az évben kiírt EUROPAN 1 pályázati forduló sikere után az EUROPAN 2 már 12 ország építészeit mozgósította.
A 2000-es évek elejére az Europan tervpályázat Európa egyik legelismertebb és legnépszerűbb építészeti-, városépítészeti tervpályázatává vált. A 2008-2010 között megrendezett Europan 10 tervpályázati ciklusban 62 európai helyszínre több mint 4200 tervező csapat regisztrált. A tervpályázati helyszínekre beadott tervek száma meghaladta a 2400-t.
Az azóta csak kisebb részleteiben változott koncepciót a Párizsban nonprofit jelleggel működő titkárság dolgozta ki: a tagországok 40 év alatti építészei vehetnek részt a pályázatokon, bárki indulhat a bármely ország által meghirdetett helyszínen. A téma minden fordulóban meghatározott: egy aktuális, de még nagyrészt kezeletlen városi probléma. A lakáskérdés, annak támogatott, "szociális" oldala valamilyen formában mindig megjelenik. Általában a megelőző pályázati fordulót záró, kiállítással egybekötött nagyszabású, három napos rendezvényen hirdetik meg az új témát, amit szemináriumokon neves építészek, szociológusok, fogalmaznak meg.

## Europan Szervezetek
Az Europan nemzetközi szervezetének 17 európai ország tagja, melyek egységes szabályrendszerrel, díjazással és határidőkkel szerveznek egymástól független építészeti-, városépítészeti tervpályázatokat.
Az egyes országok szervezeteit a párizsi központ koordinálja.
A tagországok: Ausztria, Belgium, Dánia, Észtország, Finnország, Franciaország, Hollandia, Horvátország, Lengyelország, Magyarország, Németország, Norvégia, Olaszország, Portugália, Spanyolország, Svájc, Svédország

## Europan Magyarország
Az Europan tervpályázati rendszernek Magyarország 1995, az Europan 4 tervpályázati ciklus óta tagja.
Europan Magyarország titkársági teendőit a Magyar Urbanisztikai Tudásközpont Nonprofit Kft látja el.
Az Europan Magyarország vezetője az Europan Nemzeti Titkára. A Nemzeti Titkár munkáját a Szakmai Titkár segíti.
Az Europan Magyarország tanácsadó testülete az Europan Nemzeti Bizottság, melybe az alábbi szervezetek delegálnak tagot: Nemzeti Fejlesztési és Gazdasági Minisztérium, Területrendezési és Településügyi Főosztálya; Nemzeti Fejlesztési és Gazdasági Minisztérium, Építésügyi és Építészeti Főosztály; Magyar Építész Kamara; Magyar Építőművészek Szövetsége; Magyar Urbanisztikai Társaság; Budapesti Corvinus Egyetem, Tájépítészeti Kar; Budapest Műszaki és Gazdaságtudományi Egyetem, Urbanisztika Tanszék; Országos Főépítészi Kollégium; Kortárs Építészeti Központ.

## Külső hivatkozás
- Europan Magyarország honlapja
- Europan Európa honlapja